# Setmana Catalana de 1985
La Setmana Catalana de 1985, va ser la 22a edició de la Setmana Catalana de Ciclisme. Es disputà en 7 etapes del 18 al 22 de març de 1985. El vencedor final fou el català Josep Recio de l'equip Kelme per davant de Phil Anderson i Felipe Yáñez.
Josep Recio va aconseguir una gran victòria gràcies a dominar les contrarellotges i a defensar-se bé a la muntanya. Així es convertia en el segon català en guanyar la "Setmana" després de les victòries de José Pérez-Francés vint anys abans.

## Etapes
| Etapa  | Data       | Ciutats d'etapa                             | km    | Vencedor de l'etapa    | Líder de la general |
| ------ | ---------- | ------------------------------------------- | ----- | ---------------------- | ------------------- |
| Pròleg | 18 de març | Caldes de Montbui – Caldes de Montbui (CRI) | 3,3   | Theo De Rooy (NED)     | Theo De Rooy (NED)  |
| 1a     | 18 de març | Caldes de Montbui – Vic                     | 79,0  | Etienne de Wilde (BEL) | Theo De Rooy (NED)  |
| 2a     | 19 de març | Vic – Andorra la Vella ( Andorra)           | 204,0 | Phil Anderson (AUS)    | Josep Recio (ESP)   |
| 3a     | 20 de març | La Farga de Moles – Lleida                  | 209,0 | Phil Anderson (AUS)    | Josep Recio (ESP)   |
| 4a A   | 21 de març | Mollerussa - Santa Coloma de Gramenet       | 167,0 | Nico Emonds (BEL)      | Josep Recio (ESP)   |
| 4a B   | 21 de març | Rubí - Terrassa (CRI)                       | 20,0  | Josep Recio (ESP)      | Josep Recio (ESP)   |
| 5a     | 22 de març | Terrassa - Badalona                         | 147,0 | Nico Emonds (BEL)      | Josep Recio (ESP)   |

### Pròleg[1]
18-03-1985: Caldes de Montbui (CRI), 3,3 km.:
|   | Ciclista            | Equip             | Temps  |
| - | ------------------- | ----------------- | ------ |
| 1 | Theo De Rooy (NED)  | Panasonic-Raleigh | 4' 49" |
| 2 | Josep Recio (ESP)   | Kelme             | + 2"   |
| 3 | Phil Anderson (AUS) | Panasonic-Raleigh | + 7"   |

### 1a etapa[1]
18-03-1985: Caldes de Montbui – Vic, 79,0 km.
|   | Ciclista                 | Equip             | Temps      |
| - | ------------------------ | ----------------- | ---------- |
| 1 | Etienne de Wilde (BEL)   | Safir-Van de Ven  | 2h 22' 15" |
| 2 | Jesús Suárez Cueva (ESP) | Hueso-Motta       | m. t.      |
| 3 | Phil Anderson (AUS)      | Panasonic-Raleigh | m. t.      |

### 2a etapa[2]
19-03-1985: Vic – Andorra la Vella, 204,0 km.:
|   | Ciclista            | Equip             | Temps      |
| - | ------------------- | ----------------- | ---------- |
| 1 | Phil Anderson (AUS) | Panasonic-Raleigh | 5h 49' 07" |
| 2 | Éric Caritoux (FRA) | Skil-Kas          | + 01"      |
| 3 | Felipe Yáñez (ESP)  | Orbea-Gin MG      | m. t.      |

### 3a etapa[3]
20-03-1985: La Farga de Moles – Lleida, 209,0 km.:
|   | Ciclista               | Equip             | Temps      |
| - | ---------------------- | ----------------- | ---------- |
| 1 | Phil Anderson (AUS)    | Panasonic-Raleigh | 5h 12' 38" |
| 2 | Etienne de Wilde (BEL) | Safir-Van de Ven  | m. t.      |
| 3 | Theo De Rooy (NED)     | Panasonic-Raleigh | m. t.      |

### 4a etapa A[4]
21-03-1985: Mollerussa - Santa Coloma de Gramenet, 167,0 km.:
|   | Ciclista              | Equip             | Temps      |
| - | --------------------- | ----------------- | ---------- |
| 1 | Nico Emonds (BEL)     | Fagor             | 4h 09' 18" |
| 2 | Federico Etxabe (ESP) | Teka              | m. t.      |
| 3 | Theo De Rooy (NED)    | Panasonic-Raleigh | + 5"       |

### 4a etapa B[4]
21-03-1985: Rubí - Terrassa (CRI), 20,0 km.:
|   | Ciclista            | Equip             | Temps   |
| - | ------------------- | ----------------- | ------- |
| 1 | Josep Recio (ESP)   | Kelme             | 29' 52" |
| 2 | Phil Anderson (AUS) | Panasonic-Raleigh | + 13"   |
| 3 | Antoni Coll (ESP)   | Teka              | + 43"   |

### 5a etapa[5]
22-03-1985: Terrassa - Badalona, 147,0 km.:
|   | Ciclista           | Equip             | Temps      |
| - | ------------------ | ----------------- | ---------- |
| 1 | Nico Emonds (BEL)  | Fagor             | 3h 56' 45" |
| 2 | Peter Winnen (NED) | Panasonic-Raleigh | + 01"      |
| 3 | Theo De Rooy (NED) | Panasonic-Raleigh | + 01' 35"  |

## Classificació General
|    | Ciclista                            | Equip             | Punts       |
| -- | ----------------------------------- | ----------------- | ----------- |
| 1  | Josep Recio (ESP)                   | Kelme             | 22h 06' 29" |
| 2  | Phil Anderson (AUS)                 | Panasonic-Raleigh | + 17"       |
| 3  | Felipe Yáñez (ESP)                  | Orbea-Gin MG      | + 1' 14"    |
| 4  | Jesús Blanco (ESP)                  | Teka              | + 1' 19"    |
| 5  | Álvaro Pino (ESP)                   | Zor-Gemeaz        | + 1' 44"    |
| 6  | Antoni Coll (ESP)                   | Teka              | + 1' 45"    |
| 7  | Éric Caritoux (FRA)                 | Skil-Kas          | + 1' 48"    |
| 8  | Francisco Rodríguez Maldonado (COL) | Zor-Gemeaz        | + 2' 00"    |
| 9  | Iñaki Gastón (ESP)                  | Reynolds          | + 2' 23"    |
| 10 | Jean-Claude Bagot (FRA)             | Fagor             | + 2' 39"    |